# Frans Wilhelm van den Bergh-Hohenzollern-Sigmaringen
Frans Willem Nikolaas van Hohenzollern-Sigmaringen (Sigmaringen, 7 december 1704 - Boxmeer (gemeente), 10 februari 1737) graaf van den Bergh 1712-1737 en heer van Boxmeer, Diksmuide, Gendringen, Etten, Wisch, Pannerden en Millingen

## Levensloop
Frans Wilhelm was de tweede zoon van Meinrad II van Hohenzollern-Sigmaringen (1673–1715) en Johanna Catharina van Montfoort (1678–1759) de dochter van Johan Anton I van Montfort-Tettnang.
In 1712 werd hij door Oswald III van den Bergh, de broer van zijn grootmoeder Maria Clara van den Bergh tot enige erve benoemd. Voorwaarde was dat hij de naam en het wapen van de graven van Bergh aannam. Toen Oswald III, als laatste mannelijke telg uit het geslacht, op 20 juni 1712 kwam te overlijden werd Frans Willem met toestemming van zijn vader, graaf van Bergh, heer van Boxmeer, Bergh, Diksmuide, Gendringen, Etten, Wisch, Pannerden en Millingen.
Hij bewoonde het huis Bergh en trouwde aldaar op 21 mei 1724 met Maria Catherina van Waldburg Zeil (1702–1739). Zij was de dochter van Johan Christopher van Waldburg graaf van Zeil en heer van Trauchburg.
De verbondenheid tussen de Sigmaringer en hun Nederlandse bezittingen blijkt o.a. door de stedenband tussen Sigmaringen en Boxmeer.

## Huwelijk en kinderen
Uit zijn huwelijk met Maria Katharina van Waldburg (1702–1739) zijn de volgende kinderen geboren:
- Johanna Josepha Antonia van den Bergh (1727–1787) zij trouwde in 1749 met Karel Frederik van Hohenzollern-Sigmaringen (1724–1785)
- Johan Baptist Oswald (1728–1781) graaf van Hohenzollern-Bergh. Hij werd in 1738 onbekwaam bevonden om te regeren en op de Burg Hohenzollern bij Hechingen levenslang opgesloten. Hij trouwde in 1747 met Marie van Lodron gravin van Lodron (1720–1758).
- Maria Theresia (1730−1780) non in de abdij van Remiremont